# Stefan Höllerl
Stefan Höllerl (* 5. Februar 1964) ist ein österreichischer Basketballtrainer und -funktionär.

## Laufbahn
Ab Beginn der 1990er Jahre war Höllerl Manager des BK Klosterneuburg. Er war Trainer im Jugendbereich von WAT Donaustadt, Manager von UKJ Möllersdorf (später in Arkadia Traiskirchen umbenannt) und 1996 kurzzeitig in Deutschland für die BG Karlsruhe als Manager und Trainer der Damen-Mannschaft tätig.
Als Trainer führte Höllerl die Damen des BK Klosterneuburg zwischen 1998 und 2003 sechsmal in Folge zum Gewinn der österreichischen Meisterschaft. In der Saison 2001/02 schaffte Höllerl mit Klosterneuburg zudem den Sprung ins Viertelfinale des Ronchetti-Cups, was als größter Erfolg der Vereinsgeschichte gewertet wurde. Im Viertelfinal schied man dann gegen Dynamo Moskau aus. Ende Dezember 2002 übernahm er zusätzlich kommissarisch das Traineramt beim Bundesligisten Arkadia Traiskirchen.
Ab der Saison 2003/04 trainierte er den Herren-Bundesligisten BK Klosterneuburg. Von März bis Mai 2007 war er Cheftrainer des deutschen Bundesligisten BG Karlsruhe. Höllerl war bis Februar 2013 Geschäftsführer der Landessportschule Sportwelt Niederösterreich in St. Pölten.
2017 übernahm er erneut den Managerposten beim Bundesligisten Arkadia Traiskirchen. Im August 2019 kam es zur Trennung. Hernach wurde der beruflich als Verlagsleiter bei einer Wiener Mediengesellschaft sowie als Mitarbeiter einer Strategie- und Beratungsfirma im deutschen Grünwald tätige Höllerl Co-Trainer beim Damen-Erstligisten Post SV. 2020 wurde er bei den Wienerinnen Cheftrainer.